# Porridge Radio
Porridge Radio — британський інді-рок гурт, з Брайтона, Англія, створений у 2015 році.
Гурт очолює вокаліст, автор пісень і гітарист Дана Марголін. Іншими учасниками гурту є клавішниця Джорджі Стотт, бас-гітаристка Медді Раялл і барабанщик Сем Ярдлі.
Дана Марголін згадує про своє дитинство: «Приблизно з одинадцяти років я їздила у ці літні табори. Ходило багато єврейських дітей, ми, звичайно, молилися та співали єврейських пісень разом, але мені це подобалося. Я їздила щороку, уся моя соціальна група була з табору, і це навчило мене багато чому про те, що означає бути євреєм».
Дана часто знаходила розраду у своїй головній музі: морі. «Море завжди буде значною частиною того, як я створюю речі», — каже вона мені. «Це така величезна, непереборна сила. Коли ти на морі, ти знаходишся на краю суші, і ти знаходишся якнайдалі від усього, і це справді потужно та сильно».
У 2015 році гурт зіграв свої перші концерти у пабах і невеликих музичних закладах Брайтона. У тому ж році гурт випустив релізи: Misery Radio (лейбл Eyeless) та I'm Not Sure Anymore (самвидав). Загалом, за весь час свого існування гурт випустив вісім синглів та шість альбомів.
The Guardian включив їх до 40 найкращих нових виконавців 2018 року та описав їхню музику як слак-рок / інді-рок.
Вони виступили в прямому ефірі шоу Марка Райлі (Marc Riley) на BBC Radio 6 Music у травні 2019 року та знову в лютому 2020 року.
У грудні 2019 року гурт оголосив про підписання контракту з американським незалежним лейблом Secretly Canadian.
У січні 2020 року вони анонсували альбом Every Bad, який вийшов 13 березня 2020 року і отримав схвальні відгуки критиків. Пізніше того ж року вони випустили три сингли: «Good For You» було випущено 2 липня 2020 року разом із виконавицею Lala Lala, «7 Seconds» — 14 вересня 2020 року, «The Last Time I Saw You (O Christmas)» — 8 грудня 2020 року.

## Склад гурту
- Дана Марголін (Dana Margolin) — гітара, вокал,
- Медді Райалл (Maddie Ryall) — бас-гітара,
- Джорджі Стотт (Georgie Stott) — клавішні,
- Сем Ярдлі (Sam Yardley) — барабани.[11]

Басистка Медді Райалл покинула гурт в березні 2023 року.

## Дискографія

### Альбоми
- Misery Radio (Eyeless, May 2015)[13]
- I'm Not Sure Anymore (self-released, December 2015)[14]
- Hello Dog Friendly (Split album with West America; Memorials of Distinction, January 2016)[15]
- Rice, Pasta and Other Fillers (Memorials of Distinction, August 2016)[16][17]
- Every Bad (Secretly Canadian, March 2020)[18]
- Waterslide, Diving Board, Ladder to the Sky (Secretly Canadian, May 2022)[19] — No. 39 UK[20]

### Сингли
- «O Christmas» (Art Is Hard, December 2017)[21]
- «Give/Take» (Memorials of Distinction, April 2019)[1]
- «Don't Ask Me Twice» (Memorials of Distinction, May 2019)[1][22]
- «Lilac» (Secretly Canadian, December 2019)[6]
- «Good For You (with Lala Lala)» (Secretly Canadian, July 2020)
- «7 Seconds» (Secretly Canadian, September 2020)
- «Back to the Radio» (Secretly Canadian, February 2022)[19]
- «The Rip» (Secretly Canadian, May 2022)[23]

## Нагороди та номінації
| Рік  | Організація | Нагорода      | Альбом    | Результат |
| ---- | ----------- | ------------- | --------- | --------- |
| 2020 | Hyundai     | Mercury Prize | Every Bad | Номінація |